# The Remix (álbum de Ariana Grande)
The Remix (estilizado como アリアナ・グランデ: THE REMIX) es el primer álbum de remezclas de la cantante estadounidense Ariana Grande. Cuenta con 15 remezclas de sus sencillos de su álbum debut, Yours Truly (2013), y de su segundo álbum de estudio, My Everything (2014). Fue lanzado en exclusiva para Japón, alcanzando el número 32 en la lista de álbumes de Oricon.

## Lista de canciones
| The Remix — Edición estándar |                  |                             |          |  |
| N.º                          | Título           | Remix                       | Duración |  |
| 1.                           | «The Way»        | Sidney Samson Remix         | 5:19     |  |
| 2.                           | «Right There»    | 7th Heaven Radio Mix        | 4:04     |  |
| 3.                           | «Right There»    | Ralphi Rosario Radio        | 3:47     |  |
| 4.                           | «Baby I»         | Cosmic Dawn Radio Edit      | 3:59     |  |
| 5.                           | «Baby I»         | A Director's Cut Radio Edit | 3:48     |  |
| 6.                           | «Problem»        | Wayne G Radio Edit          | 3:08     |  |
| 7.                           | «Problem»        | Dave Aude Twerk Edit        | 3:15     |  |
| 8.                           | «Problem»        | Dawin Remix                 | 3:25     |  |
| 9.                           | «Break Free»     | Zedd’s Extended Mix         | 4:55     |  |
| 10.                          | «Bang Bang»      | Dada Life Remix             | 3:35     |  |
| 11.                          | «Bang Bang»      | 3LAU Remix                  | 3:06     |  |
| 12.                          | «Love Me Harder» | Kassiano Remix              | 3:37     |  |
| 13.                          | «Love Me Harder» | Gregor Salto Amsterdam Mix  | 4:15     |  |
| 14.                          | «Love Me Harder» | DJ Class Remix              | 3:29     |  |
| 15.                          | «One Last Time»  | Gazzo Remix                 | 4:06     |  |

## Listas
| Listas (2015)  | Mejor posición |
| -------------- | -------------- |
| Japón (Oricon) | 32             |

## Fecha de lanzamiento
| Región | Fecha              | Versión          | Formato          | Discográfica     | Ref.  |
| ------ | ------------------ | ---------------- | ---------------- | ---------------- | ----- |
| Japón  | 25 de mayo de 2015 | Edición estándar | Descarga digital | Republic Records | [ 1 ] |
| Japón  | 3 de junio de 2015 | Edición estándar | CD               | Republic Records | [ 4 ] |